# VM i cykelcross 2022
Verdensmesterskaberne i cykelcross 2022 var den 73. udgave af VM i cykelcross. Mesterskabet fandt sted 29. og 30. januar 2022 i den amerikanske by Fayetteville i delstaten Arkansas. Det var anden gang at verdensmesterskaber blev afholdt uden for Europa. Første gang var også i USA, da Louisville i Kentucky var værtsby i 2013.

## Ruten
De seks løb foregik i den nyetablerede Centennial Park ved Millsap Mountain i den sydvestlige del af Fayetteville. Området er designet til cykelcross og mountainbike.

## Resultater
| Event         | Guld                | Guld       | Sølv                     | Sølv | Bronze                  | Bronze |
| ------------- | ------------------- | ---------- | ------------------------ | ---- | ----------------------- | ------ |
| Herrer        |                     |            |                          |      |                         |        |
| Herrer elite  | Tom Pidcock (GBR)   | 1h 00' 36" | Lars van der Haar (NED)  | +30" | Eli Iserbyt (BEL)       | +32"   |
| Herrer U23    | Joran Wyseure (BEL) | 49'21"     | Emiel Verstrynge (BEL)   | +13" | Thibau Nys (BEL)        | +33"   |
| Herrer junior | Jan Christen (SUI)  | 43'11"     | Aaron Dockx (BEL)        | +1"  | Nathan Smith (GBR)      | +1"    |
| Damer         |                     |            |                          |      |                         |        |
| Damer elite   | Marianne Vos (NED)  | 55'00"     | Lucinda Brand (NED)      | +1"  | Silvia Persico (ITA)    | +51"   |
| Damer U23     | Puck Pieterse (NED) | 46'27"     | Shirin van Anrooij (NED) | s.t. | Fem van Empel (NED)     | +12"   |
| Damer junior  | Zoe Bäckstedt (GBR) | 41'16"     | Leonie Beltveld (NED)    | +32" | Lauren Molengraaf (NED) | +57"   |